# Borna Ćorić
Borna Ćorić (Zágráb, 1996. november 14. –) horvát származású hivatásos teniszező. 5 éves korában kezdett el teniszezni. Jelenlegi edzője Zeljko Krajan. Példaképei Goran Ivanišević és Rafael Nadal. 2014 novemberében érte el legjobb helyezését az ATP ranglistán (89. hely), ezzel ő a legfiatalabb játékos a világranglista első 100 helyezettje között.

## Karrierje

### 2013
2013-ban vált profi játékossá. A junior Grand Slam-tornákon jó eredményeket ért el az éven. Az Australian Openen és a Roland Garroson elődöntőt, Wimbledonban negyeddöntőt játszott, majd magabiztosan megnyerte a US Opent. A Davis-kupa csapatban is bemutatkozott, itt a kétszeres Grand Slam győztes Andy Murraytől kapott ki.

### 2014
210 helyezést előrelépve a világranglistán top100-ba jutott. Legnagyobb bravúrját ősszel mutatta be Bázelben, ahol első körben Ernests Gulbist majd a harmadik körben a korábbi világelső Rafael Nadalt búcsúztatta.